# Турово (Великопольське воєводство)
Турово (пол. Turowo) — село в Польщі, у гміні Пневи Шамотульського повіту Великопольського воєводства.
Населення — 283 особи (2011).

## Демографія
Демографічна структура станом на 31 березня 2011 року:
|          | Загалом | Допрацездатний вік | Працездатний вік | Постпрацездатний вік |
| -------- | ------- | ------------------ | ---------------- | -------------------- |
| Чоловіки | 137     | 25                 | 96               | 16                   |
| Жінки    | 146     | 31                 | 78               | 37                   |
| Разом    | 283     | 56                 | 174              | 53                   |